# 鍾壬壽
鍾壬壽（1902年2月20日—1979年6月25日），又名任壽，號禮山、衛道，臺灣日治時期的地方仕紳。屏東縣萬巒鄉客家人，於教育界、實業界、出版業多有涉獵。其所著之《六堆客家鄉土誌》開六堆研究之先河，是在客家研究中具有承先啟後地位的重要文獻:1。

## 生平
鍾壬壽於1902年（明治35年）生於阿猴廳萬巒庄（屏東縣萬巒鄉萬和村），父親鍾順安、母親劉親蘭。體弱多病但聰穎勤學，8歲時進入公學校就讀，畢業後考取台北國語學校，與台灣文壇巨擘吳濁流為同窗。1920年畢業，回到家鄉萬巒公學校任教，後因校長與郡督學衝突，被遷至新埤公學校。善用餘暇，與友合資購買早稻田大學政治、經濟及法律相關的講義研讀，並投身普通文官考試，順利及格錄取，為六堆客家第一人:71。榮調潮州公學校任教一年，在1925年時出任萬巒庄役所的助役。
在萬巒庄役所的日子，鍾氏於《回憶錄》自述：「建設了五溝水公學校的新宿舍、建造了萬巒三村四周邊沿的大水溝、規劃官倉田的耕作道路及排水設施、還完成了二十多年來未能做成的萬巒大街道兩旁的下水溝等等。」但在推動政策和建設時得罪不少地方人士，失望之餘，向郡守遞上辭職書，踏入代書領域:48。隨鄉紳鍾幹郎到日本、韓國、中國等地方考察市場，又籌組產銷公司經營香蕉農場。先後成立兩家公司，正有所成時皆日本政府成立的台灣青果合作社強制併購。 鍾氏遂於1936年離開香蕉事業，回歸代書事業。
隔年爆發中國抗日戰爭，因耳聞日軍徵召臺籍青年從軍風聲，秉著民族主義的精神滯留中國大陸。後經由維新政府最高顧問原田熊吉少將的介紹，進入中華民國維新政府（後由汪精衛政權接管）工作，與周佛海、林柏生、梅思平、褚民誼等政權要角有大量接觸:67。鍾氏因流利的日語深獲重用，六年的時間裡曾任宣傳部參事、安徽省建設廳長等職:280。戰後回到臺灣，準備接受「漢奸罪」制裁，適逢丘念台建請政府當局赦免台灣人民的漢奸罪，鍾壬壽得以全身而退，並進入大同公司，一年後被任命為台灣省工業會總幹事:80。
鍾壬壽在台灣省工業會十一年，協助尹仲容實施工業化政策:281。後與束雲章交惡，自忖危及林挺生之事業前途，遂辭職，與子合營工廠維生。1965年創辦構想已久的《實業世界月刊》，推廣專利權、企業經營的概念。數年後回到萬巒休養，依好友徐傍興之建議，籌劃編寫《六堆鄉土誌》。歷時4年完成大作《六堆客家鄉土誌》，1973年出版。該書從客家源流著手，論及六堆重要人事物，地方風土民情，各鄉鎮的概況:115，抄錄多筆史料，為六堆客家地方鄉土史志建立一完整的紀錄體系，並為後來六堆鄉土記錄工作奠下良好的基礎:122。
鍾氏後在1976年撰自傳《友善抗日七十年》，1979年逝世於美國，享壽七十八歲。

## 家庭
據考，鍾壬壽十五世祖先九州公在廣東省嘉應州鎮平縣的「鍾德重公嘗」提領股金渡臺開墾，買地十餘甲供族人耕種。但膝下無子，乃領養內埔鄉鍾家的迪芳公為十六世祖，而十七世祖元祀公、與十八世祖父錦文公沈迷鴉片，從此家道中落:27。外祖父劉躍初梅縣斜坑村人，前清秀才，太平天國之亂後為避禍渡台教書為業，先於府城，後至六堆地區:44，在日本領臺第二年後動身回大陸前驟逝。
鍾壬壽育有四子一女，皆學有所長，可謂滿門俊彥:281。